# Pleuractis paumotensis
Pleuractis paumotensis is een rifkoralensoort uit de familie van de Fungiidae. De wetenschappelijke naam van de soort is voor het eerst geldig gepubliceerd in 1833 door Stutchbury.